# Аргумент к логике
Аргумент к логике (лат. argumentum ad logicam) — это формальная ошибка, которая проявляется в анализе аргумента с выводом, что если в нём присутствует логическая ошибка, то и его заключение обязательно ложно. Также называют и другими терминами: ошибочное заблуждение, заблуждение заблуждающегося,

## Форма
Имеет общую логическую форму аргумента:
Если есть P, тогда есть и Q.
P является ложным аргументом.
Следовательно, Q тоже ложно.
Таким образом, это особый случай отрицания по посылке, когда посылкой является не ложное предложение, а весь аргумент, который является ошибочным. У ошибочного аргумента, как и у ложной посылки, все же может быть следствие, которое окажется истинным. Ошибкой является вывод о том, что следствие неверного аргумента должно быть ложным.
То, что аргумент ошибочен, означает лишь то, что он не может успешно доказать своё вытекающее из этого утверждение. Но доказательство ошибочности одного аргумента в сложном тезисе не обязательно делает недействительным весь его вывод, если этот вывод не зависит от данного заблуждения.

## Примеры
Алиса: Все кошки — животные. Джинджер — животное. Следовательно, Джинджер — кошка.
Боб: Вы только что ошибочно подтвердили консеквент. Вы ошибаетесь, следовательно, Джинджер не кошка.
Алиса: Я говорю на английском языке. Следовательно, я и сама из Англии.
Боб: Американцы и канадцы, среди прочих, тоже говорят по-английски. Предполагая, что говорить на английском языке и быть англичанином всегда идут вместе, вы только что совершили ошибку «ложного связывания»[неизвестный термин] (package-deal fallacy). Вы ошибаетесь. Следовательно, вы не из Англии.
Оба опровержения Боба являются аргументами от заблуждения. Джинджер может быть или не быть кошкой, а Алиса может быть или не быть англичанкой. Тот факт, что аргумент Алисы был ошибочным, сам по себе не является доказательством того, что её заключение ложно.
Чарли: Аргумент Боба о том, что Джинджер не кошка, несостоятелен. Поэтому Джинджер абсолютно точно должна быть кошкой.
То, что можно применить аргумент к логике против какой-либо позиции, не доказывает правильность собственной позиции, так как это также будет аргументом к логике, как в аргументе Чарли.

## Как апелляция к личности
Argumentum ad logicam может быть использован как апелляция ad hominem: ставя под сомнение репутацию или честность намерений оппонента (см. bona fides), подрывая его авторитет, аргумент можно использовать для убеждения аудитории вместо опровержения аргументов собеседника.
Американский философ Уильям Ликан определяет ошибочное заблуждение как заблуждение «приписывания заведомо ошибочного мнения, с которым человек не согласен, но при этом не делая ничего, чтобы показать, что это мнение основывается на какой-либо ошибке в рассуждениях». В отличие от обычных ошибочных аргументов, которые рассуждают от ложности аргумента к его заключению, аргумент, который имеет в виду Ликан, рассматривает ошибочность другого аргумента как очевидную, не демонстрируя сначала, что в нём вообще есть какая-то ошибка. Таким образом, в некоторых случаях это может быть формой построения наводящего вопроса, а также особым случаем аргумента ad lapidem.